# Lyudmila Korchagina
Lyudmila Korchagina, née le 26 juillet 1971 à Sverdlovsk, est une athlète canadienne, concourant avant 2005 sous les couleurs de la Russie et de l'Union soviétique.

## Carrière
Lioudmila Kortchguina remporte le marathon de Toronto en 2004 et termine sixième du marathon des Jeux du Commonwealth de 2006 à Melbourne. Elle remporte le marathon de Vancouver en 2015.